# Gustavo Peña
Gustavo Peña (22. listopadu 1942 Talpa de Allende – 19. ledna 2021 Ciudad de México) byl mexický fotbalista, obránce.

## Fotbalová kariéra
V mexické lize hrál za Club Deportivo Oro, Cruz Azul, Club Jalisco, CF Monterrey a CF Laguna. S Club Deportivo Oro a Cruz Azul získal 3 mistrovské tituly a jednou vyhrál pohár. Za reprezentaci Mexika nastoupil v letech 1961–1974 v 82 utkáních a dal 3 góly. Byl kapitánem mexické reprezentace na Mistrovství světa ve fotbale 1966, nastoupil ve všech 3 utkáních. O čtyři roky později na Mistrovství světa ve fotbale 1970 byl rovněž kapitánem, nastoupil ve všech 4 utkáních a dal 1 gól.

## Ligová bilance
| Ročník                  | Zápasy | Góly | Klub               |
| ----------------------- | ------ | ---- | ------------------ |
| 1. mexická liga 1960/61 | -      | -    | Club Deportivo Oro |
| 1. mexická liga 1961/62 | -      | -    | Club Deportivo Oro |
| 1. mexická liga 1962/63 | -      | -    | Club Deportivo Oro |
| 1. mexická liga 1963/64 | -      | 5    | Club Deportivo Oro |
| 1. mexická liga 1964/65 | -      | 2    | Club Deportivo Oro |
| 1. mexická liga 1965/66 | -      | 1    | Club Deportivo Oro |
| 1. mexická liga 1966/67 | 21     | 2    | Club Deportivo Oro |
| 1. mexická liga 1967/68 | -      | 1    | Cruz Azul          |
| 1. mexická liga 1968/69 | -      | 3    | Cruz Azul          |
| 1. mexická liga 1969/70 | -      | 5    | Cruz Azul          |
| 1. mexická liga 1970    | -      | 1    | Cruz Azul          |
| 1. mexická liga 1970/71 | -      | 0    | Club Jalisco       |
| 1. mexická liga 1971/72 | -      | 0    | Club Jalisco       |
| 1. mexická liga 1972/73 | -      | 0    | Club Jalisco       |
| 1. mexická liga 1973/74 | -      | 1    | CF Monterrey       |
| 1. mexická liga 1974/75 | -      | 0    | CF Monterrey       |
| 1. mexická liga 1975/76 | 8      | 1    | CF Monterrey       |
| 1. mexická liga 1976/77 | 3      | 0    | CF Laguna          |
| CELKEM 1. liga          | -      | -    |                    |